# Dalechampia magnistipulata
Dalechampia magnistipulata là một loài thực vật có hoa trong họ Đại kích. Loài này được G.L.Webster & Armbr. mô tả khoa học đầu tiên năm 1979.